# Waikato kerület
A Waikato kerület Új-Zéland területi hatósága, a Waikato régió északi részén, az Északi-szigeten. A kerületet a Waikato kerületi Tanács vezeti, melynek székhelye Ngaruawahiában található.
A kerület Hamilton körül központosul és területe a Waikato-síkság, illetve a Hakarimata-hegység jelentős részét magába foglalja. A kerület északi részén terül el a Waikato folyót övező mocsaras síkság, valamint számos tó fekszik ezen a részen, köztük a Waikare-tó.
Ngaruawahia városán kívül további jelentősebb települések még: Huntly, Raglan és Te Kauwhata. A gazdaság főbb ágazatait a tejipar, az erdőgazdálkodás és a szénbányászat alkotják. A kitermelt szén döntő részét a huntley-i szénerőműben égetik el. Te Kauwhata a helyi borrégió központja.

## Földrajz
A területet északról az Auckland régió határolja, nyugatról a Tasman-tenger, délről Hamilton City, Waipa és Otorohanga kerületek, nyugatról pedig Rotorua kerület határolják.

## Éghajlat
A kerület éghajlata kellemes, átlagos mennyiségű csapadékkal. Az átlaghőmérséklet júliusban 13,5 °C, februárban 24,2 °C.

## Főbb települések
A terület népesség szerinti legnagyobb városa Huntly, majd utána következik Ngaruawahia és Raglan.

## Látványosságok
A kerület keleti, partvidéki része alkalmas a szörfözésre, ahol több helyi és nemzetközi versenyt is tartanak. A belső területeken sok turistaösvénnyel és parkkal találkozhatunk. Itt található továbbá a Bridal Veil-vízesés is.